# Lizzy Pattinson

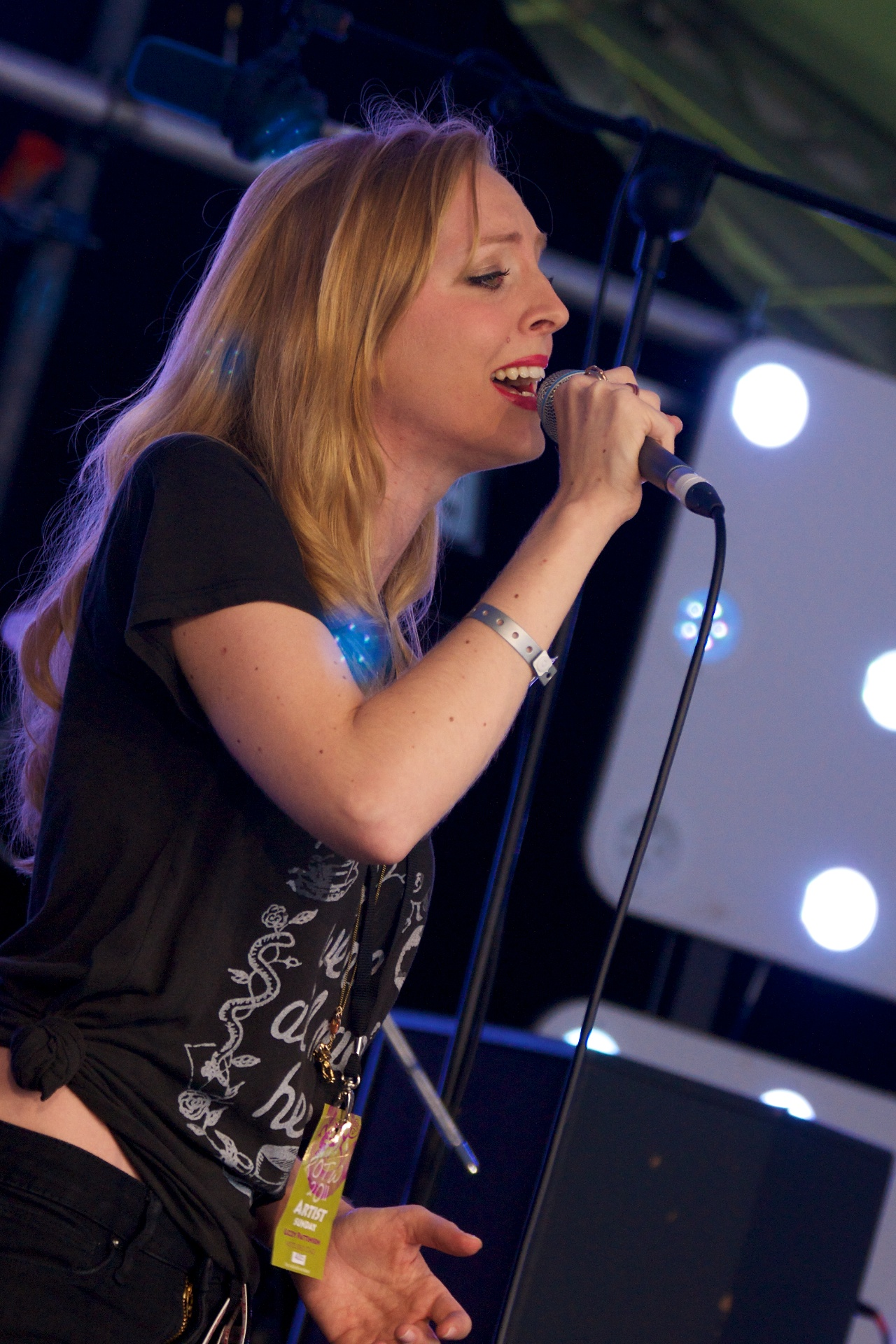
Lizzy Pattinson

Lizzy Pattinson (* 14. November 1983 in London als Elizabeth Pattinson) ist eine britische Popsängerin, die hauptsächlich im EDM/House-Segment tätig ist.

## Leben
Lizzy Pattinson ist die Schwester des Schauspielers Robert Pattinson. In den 2000er Jahren nahm sie mit einigen Dance-Projekten Tracks auf, wobei sich die Covers Let the Sunshine In (mit Milk & Sugar), Narcotic (mit Potatoheadz) und Summer Son (mit Aurora) in den Charts platzieren konnten.
2014 nahm sie an der britischen Castingshow The X Factor teil, wurde aber nach wenigen Auftritten herausgewählt.

## Diskografie
Singles

| Jahr | Titel Album                       | Höchstplatzierung, Gesamtwochen, AuszeichnungChartplatzierungen (Jahr, Titel, Album, Platzierungen, Wochen, Auszeichnungen, Anmerkungen) | Höchstplatzierung, Gesamtwochen, AuszeichnungChartplatzierungen (Jahr, Titel, Album, Platzierungen, Wochen, Auszeichnungen, Anmerkungen) | Anmerkungen                                         |
| Jahr | Titel Album                       | DE | UK | Anmerkungen                                         |
| ---- | --------------------------------- | --- | --- | --------------------------------------------------- |
| 2003 | Let the Sunshine In Housemusic.de | DE92 (4 Wo.)DE | UK18 (4 Wo.)UK | Milk & Sugar feat. Lizzy Pattinson                  |
| 2005 | Narcotic –                        | DE93 (3 Wo.)DE | — | Potatoheadz feat. Lizzy Pattinson Original: Liquido |
| 2006 | Summer Son –                      | — | UK82 (1 Wo.)UK | Aurora feat. Lizzy Pattinson                        |

Weitere Singles
- 2004: Wherever You Go (mit 2 Worlds)
- 2005: Jezabel (mit Milk & Sugar)
- 2007: Just Breathe